# Evanna Lynch
Evanna Patricia Lynch (sinh ngày 16 tháng 8 năm 1991) là một nữ diễn viên và nhà hoạt động xã hội người Ireland. Cô được biết đến qua vai diễn Luna Lovegood trong loạt phim Harry Potter.
Sinh ra ở Hạt Louth, Ireland, Lynch xuất hiện lần đầu trong bộ phim Harry Potter và Hội Phượng hoàng (2007), tiếp tục vai diễn của cô trong các phần tiếp theo nhận được nhiều lời khen ngợi từ giới phê bình, kết thúc với Harry Potter và Bảo bối Tử thần – Phần 2 (2011) và series parody A Very Potter Senior Year (2012). Lynch xuất hiện trong GBF (2013), được công chiếu lần đầu tại Liên hoan phim Tribeca với những đánh giá tích cực. Cô xuất hiện lần đầu trên sân khấu Houdini với vai Bess Houdini, đã lưu diễn ở Vương quốc Anh vào năm 2013. Lynch đóng vai chính trong bộ phim truyền hình độc lập My Name Is Emily, được công chiếu lần đầu tại Galway Film Fleadh 2015 để hoan nghênh quan trọng. Năm 2017, Lynch đóng vai chính trong sự hồi sinh của Disco Pigs tại Nhà hát Trafalgar ở London. Năm 2018, cô thi đấu và đạt vị trí thứ ba trong mùa 27 của Dancing with the Stars. Cô tiếp tục đóng vai chính trong bộ phim chuyển thể sân khấu của Anh The Omission of the Family Coleman tại Theater Royal, Bath vào năm 2019.
Là một nhà hoạt động, Lynch ủng hộ chủ nghĩa thuần chay và quyền động vật . Cô ấy đã tham gia với một số tổ chức phi lợi nhuận và tung ra cả podcast có chủ đề thuần chay và thương hiệu mỹ phẩm không độc ác Kinder Beauty Box.

## Đầu đời và giáo dục
Evanna Patricia Lynch sinh ngày 16 tháng 8 năm 1991 tại Termonfeckin, County Louth, Ireland, là con gái của Marguerite và Donal Lynch. Cô có hai chị gái và một em trai. Chú ngoại của Lynch là Declan Kiberd , một học giả nổi tiếng về văn học Ireland, là giáo sư tại Đại học Notre Dame.
Lynch đọc bộ truyện Harry Potter lần đầu tiên năm 8 tuổi và trở thành một người hâm mộ, đọc và viết tiểu thuyết của người hâm mộ về bộ truyện và gửi thư cho tác giả, J. K. Rowling. Cô theo học Trường Quốc gia Cartown ở Termonfeckin cho đến tháng 6 năm 2004 và sau đó chuyển đến Trường Cao đẳng Đức Mẹ ở Drogheda, nơi cha cô là phó hiệu trưởng. Năm 2008, Lynch theo học tiểu thuyết suy đoán và kịch tại Trung tâm Thanh niên Tài năng Ireland, một trường học mùa hè dành cho thanh thiếu niên có năng khiếu, ở Glasnevin. Khi đóng phim Harry Potter, cô được dạy kèm ít nhất ba giờ mỗi ngày. Vào tháng 9 năm 2010, Lynch tham dự Học viện Giáo dục để học lại Giấy chứng nhận Tốt nghiệp.
Lynch mắc chứng rối loạn ăn uống ở tuổi 11. Cô phải nhập viện nhiều lần vì chứng biếng ăn và nói rằng bộ truyện Harry Potter là thứ duy nhất có thể "thu hút sự chú ý" của cô khỏi căn bệnh của mình. Trong thời gian này, Lynch thường viết thư cho Rowling, và nói rằng "những cuốn sách và lòng tốt của cô ấy thực sự khiến tôi muốn sống lại." Trong quá trình phát hành cuốn sách thứ năm Hội Phượng Hoàng vào tháng 6 năm 2003, cô phải nhập viện và gia đình cô đã hỏi ý kiến nhà xuất bản cuốn sách và bệnh viện. Lynch sau đó được phép rời đi trong một giờ và lấy một bản sao có chữ ký của cuốn sách.

## Sự nghiệp

### 2006–2011: Khởi đầu và loạt phimHarry Potter

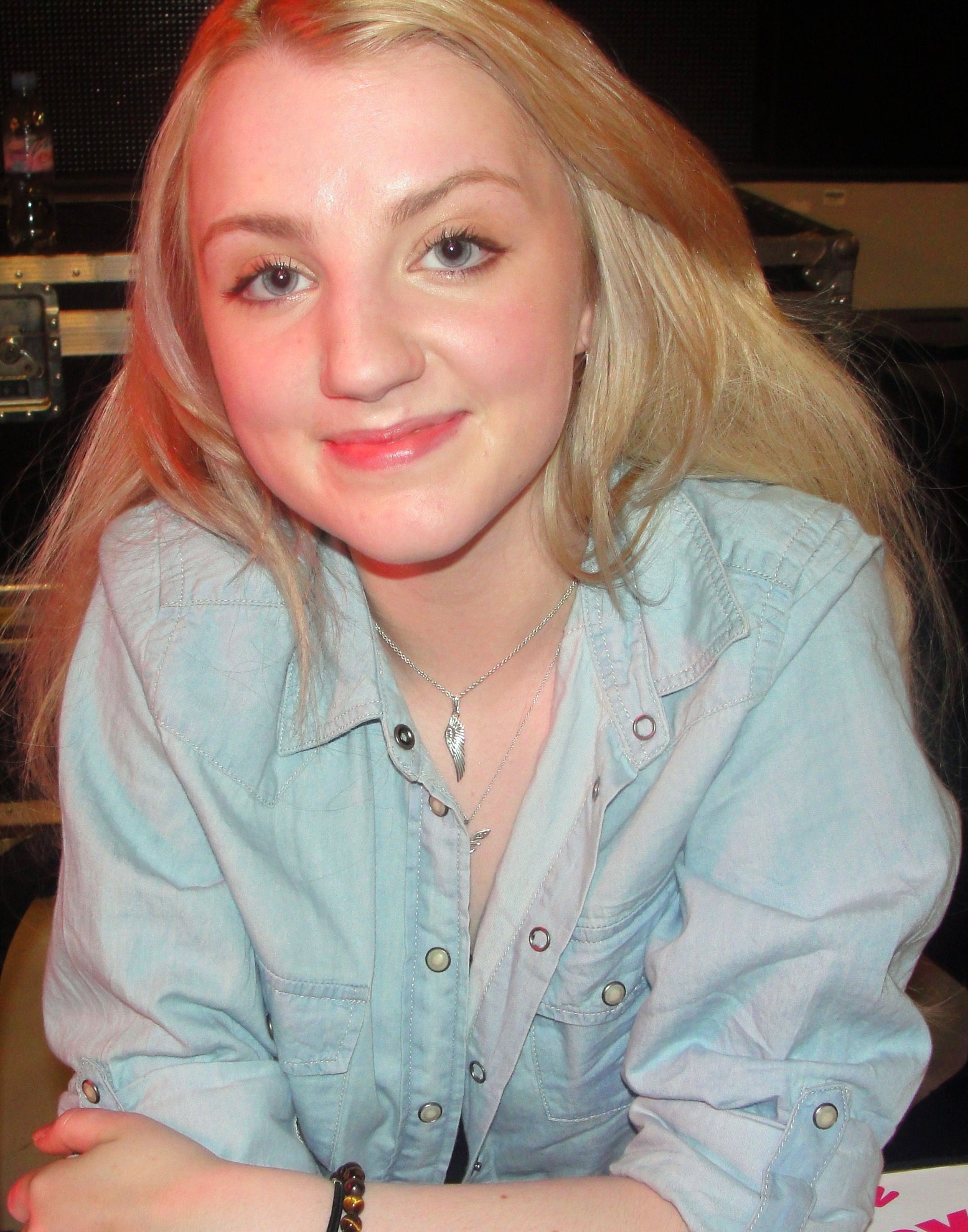
Lynch tạo dáng chụp ảnh tại buổi ký tặng DVD Hoàng tử lai ở London vào tháng 12 năm 2009

Vào tháng 1 năm 2006, Lynch đã thử vai tại một cuộc gọi tuyển diễn viên ở London cho vai Luna Lovegood trong Harry Potter và Hội Phượng hoàng, bộ phim thứ năm trong loạt phim chuyển thể từ sách. Sau khi thử giọng với 15.000 cô gái khác, và thử vai trên màn ảnh sau đó với nam diễn viên chính Daniel Radcliffe, cô được chọn ở tuổi 14. Các nhà sản xuất rất ấn tượng với sự yêu thích của cô với nhân vật; David Heyman nói: "Những người khác có thể đóng vai Luna; Evanna Lynch là Luna."  Mặc dù không tham gia vào quá trình tuyển diễn viên, Rowling tin rằng Lynch là người hoàn hảo cho vai diễn này. Cô ấy chưa bao giờ diễn xuất chuyên nghiệp trước loạt phim Harry Potter, kinh nghiệm của cô ấy chỉ giới hạn trong các vở kịch ở trường. Trong khi quay phim Harry Potter, Lynch cũng đã làm và giúp thiết kế một số phụ kiện thời trang cho nhân vật của mình.
Harry Potter và Hội Phượng hoàng là tác phẩm đầu tay của Lynch vào năm 2007. Bộ phim đã thành công vang dội tại phòng vé và nhận được nhiều đánh giá tích cực. Các nhà phê bình khen ngợi diễn xuất của dàn diễn viên phụ; Lynch thường được chọn để ca ngợi: The New York Times gọi màn trình diễn của cô ấy là "đầy mê hoặc", và Jane Watkins của Country Life nói rằng cô ấy "[đã mang lại] một sự ngọt ngào hấp dẫn cho nhân vật của mình mà trong sách không được phát triển như vậy". Cô cũng lồng tiếng cho nhân vật trong trò chơi điện tử gắn liền với bộ phim. Lynch diễn lại vai diễn của cô trong Harry Potter và Hoàng tử lai (2009). Bộ phim đã thành công về mặt phê bình và thương mại. Wesley Morris của The Boston Globe đã viết rằng Lynch "chống lại sự uể oải không thường xuyên của bộ phim bằng sự uể oải vui nhộn của chính cô ấy", và Michael Dwyer của The Irish Times đã gọi cô là nữ diễn viên Ireland xuất sắc nhất năm 2009 vì cô làm việc trên phim. Màn trình diễn của cô đã giành được đề cử Giải Scream và Giải Nghệ sĩ trẻ, và cô trở lại trong trò chơi điện tử gắn liền với bộ phim.
Harry Potter và Bảo bối Tử thần – Phần 1 được phát hành vào năm 2010 với những đánh giá tích cực và thành công về doanh thu phòng vé. The Boston Herald nhận xét rằng Lynch "vẫn còn thú vị về mặt trăng," trong khi Quickflix chỉ trích bộ phim, lưu ý rằng "Evanna Lynch thú vị bị lạm dụng quá mức". Cô ấy đã thể hiện lại vai diễn của mình trong trò chơi điện tử ăn theo bộ phim. Lynch xuất hiện lần cuối cùng với vai diễn này trong Harry Potter và Bảo bối Tử thần – Phần 2. Bộ phim đã nhận được sự hoan nghênh của giới phê bình và tiếp tục trở thành bộ phim có doanh thu cao thứ năm mọi thời đại. The Seattle Times đã viết rằng Lynch "tiếp tục là một bông tai kiểu củ cải như một Luna Lovegood luôn phảng phất," và Orlando Sentinel gọi cô ấy là "có thể" là một trong những "người yêu thích" của anh ấy. người chơi trong đêm chung kết." Cô một lần nữa thể hiện lại vai diễn của mình trong trò chơi điện tử ăn theo bộ phim. Vào tháng 8 năm 2012 tại Leakycon ở Chicago, cô tham gia dàn diễn viên của StarKid để đóng vai Luna Lovegood trong buổi đọc kịch bản củavở nhạc kịch nhại Harry Potter thứ ba, A Very Potter Senior Year (hai vở còn lại là A Very Potter Musical và A Very Potter Sequel).
Tác giả J. K. Rowling của Harry Potter đã có một bài phát biểu trong buổi ra mắt Bảo bối Tử thần – Phần 2 ở London, nơi cô ấy nói rằng có bảy diễn viên chính trong truyện, những người mà cô ấy gọi là "The Big Seven", và cô ấy đặt tên cho Lynch là một trong bảy thành viên, cùng với Daniel Radcliffe, Rupert Grint, Emma Watson, Tom Felton, Matthew Lewis và Bonnie Wright. Rowling đã khẳng định rằng, trong số tất cả các diễn viên trong loạt phim, Lynch có ảnh hưởng lớn nhất đến cách viết nhân vật tương ứng sau đó; vào năm 2012, cô nói với Charlie Roserằng khi viết những cuốn sách cuối cùng, "Tôi đã nhìn thấy cô ấy. [Cô ấy] hiện lên trong đầu tôi. Tôi thậm chí còn nghe thấy giọng nói của cô ấy khi tôi viết Luna."

### 2012–nay: Các bộ phim khác và các buổi biểu diễn trên sân khấu
Lynch tiếp tục đóng vai khách mời với vai Công chúa Alehna trong phần cuối mùa đầu tiên của loạt phim truyền hình Sky1 Sinbad. Cô được chọn tham gia bộ phim chính kịch hình sự độc lập Monster Butler năm 2013, dựa trên cuộc đời của tên trộm và kẻ giết người hàng loạt người Anh Archibald Hall. Bộ phim bị hủy bỏ do vấn đề kinh phí. Lynch đóng vai chính trong bộ phim hài tuổi teen độc lập G.B.F., được chiếu tại Liên hoan phim Tribeca ở Thành phố New York vào tháng 4 năm 2013 và tại Liên hoan phim Framelinetại San Francisco vào ngày 30 tháng 6 năm 2013. Bộ phim đã nhận được những đánh giá tích cực.

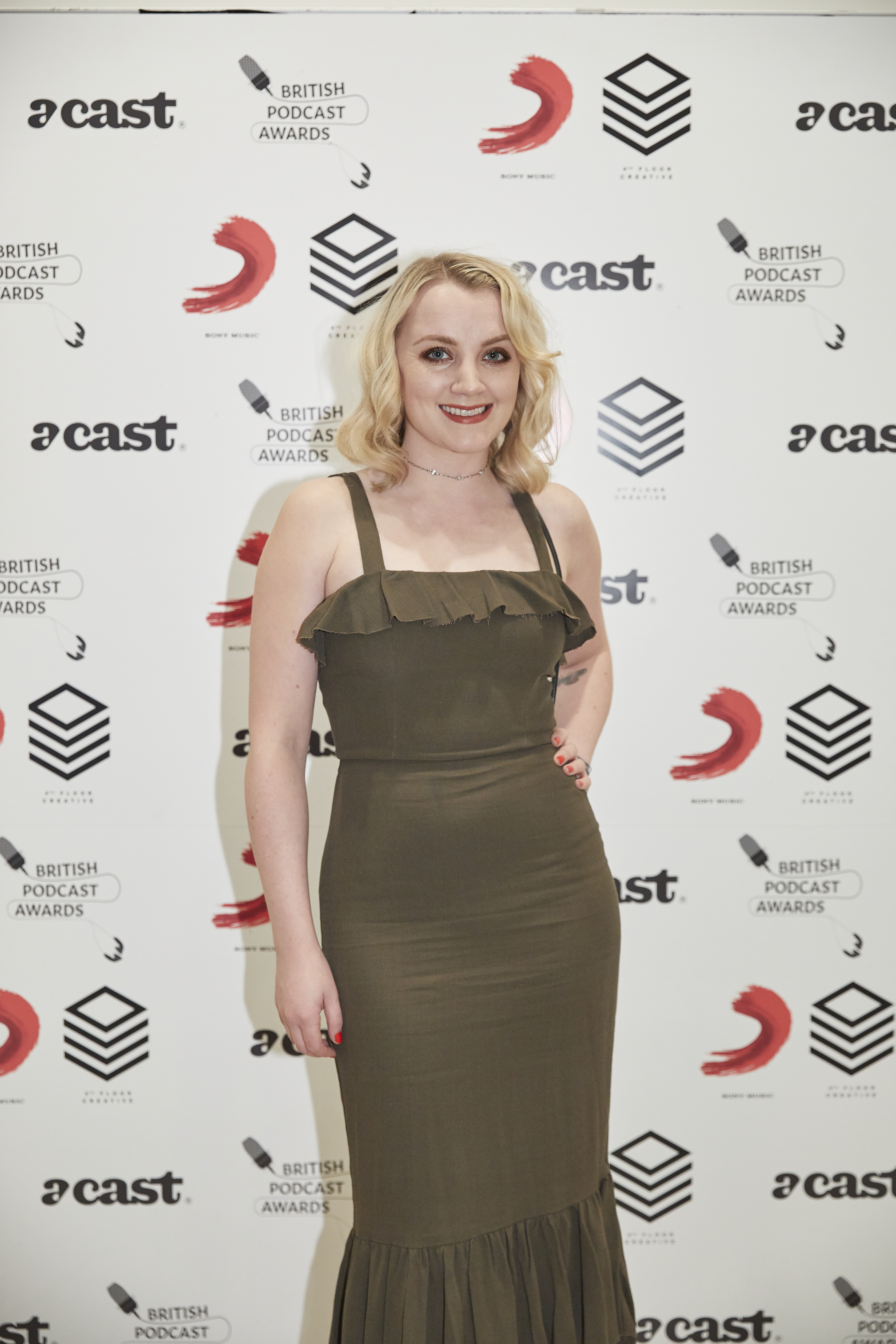
Lynch tại Giải thưởng Podcast của Anh năm 2018

Vào tháng 5 năm 2013, có thông báo rằng Lynch sẽ đóng vai chính trong vở kịch Houdini của Anh, đã lưu diễn ở Vương quốc Anh từ tháng 9 đến tháng 10 năm 2013; Lynch đóng vai Bess Houdini, vợ và trợ lý của ảo thuật gia Harry Houdini. Lynch xuất hiện cùng với các bạn diễn Harry Potter là James và Oliver Phelps trong Danny and the Human Zoo, phát hành trên BBC One vào tháng 8 năm 2015. Lynch đóng vai chính là nhân vật chính trong bộ phim truyền hình độc lập Ailen Tên tôi là Emily , được viết và đạo diễn Simon Fitzmaurice. Bộ phim được công chiếu lần đầu vào năm 2015 Galway Film Fleadh và nhận được nhiều đánh giá tích cực; Nhà quảng cáo Galway gọi Lynch's là do màn trình diễn của cô ấy là "phẩm chất nhẹ nhàng và thanh tao" trong khi vẫn là "người dẫn đầu chỉ huy, thể hiện ... nỗi đau với sự tinh tế vượt xa tuổi tác của cô ấy." Lynch đã được đề cử cho Nữ diễn viên chính xuất sắc nhất tại Giải thưởng Điện ảnh và Kịch nghệ Ireland cho màn trình diễn của cô.
Từ tháng 7 đến tháng 8 năm 2017, Lynch đóng vai chính trong sự hồi sinh Disco Pigs của Enda Walsh tại Nhà hát Trafalgar. Sau đó, nó được chuyển sang off-Broadway tại Nhà hát Kịch nói Ailen và trình chiếu từ tháng 1 đến tháng 3 năm 2018. Vào tháng 11 năm 2017, có thông tin cho rằng cô sẽ đóng vai chính trong bộ phim truyền hình độc lập Indigo Valley, do Jaclyn Bethany đạo diễn, nhưng bị buộc phải rời khỏi dự án do xung đột lịch trình và được thay thế bằng Rosie Day. Lynch xuất hiện với vai khách mời trong vai trò đạo diễn đầu tay của Jason Mewes Madness in the Method (2019). Vào ngày 12 tháng 9 năm 2018, Lynch được công bố là một trong những người nổi tiếng tham gia cuộc thi mùa 27 của ABC Dancing with the Stars. Đối tác chuyên nghiệp của cô là Keo Motsepe. Motsepe và Lynch lọt vào đêm chung kết của chương trình, về đích ở vị trí thứ ba.
Vào tháng 3 năm 2019, có thông báo rằng cô ấy sẽ xuất hiện trong buổi ra mắt vở kịch Argentina The Omission of the Family Coleman ở Anh, do Claudio Tolcachir viết kịch bản. Phim được công chiếu lần đầu tại Theater Royal, Bath và chiếu từ tháng 3 đến tháng 4 năm 2019. Vào tháng 7 năm 2019, Lynch tuyên bố rằng cô ấy sẽ đóng vai chính trong bộ phim ngắn có chủ đề thuần chay mang tên You Eat Other Animals? cuối năm đó. Lynch lồng tiếng cho các sản phẩm của Nickelodeon Middle School Moguls vào năm 2019 và Rise of the Teenage Mutant Ninja Turtles vào năm 2020. Lynch thuật lại câu chuyện The Fountain of Fair Fortune từ cuốn sách nói chuyển thể từ The Tales of Beedle the Bard, một cuốn sách trong vũ trụ gồm những câu chuyện thiếu nhi về Thế giới phù thủy do Rowling viết. Sách nói được phát hành vào tháng 3 năm 2020, với sự hỗ trợ của tổ chức từ thiện Lumos của cô.
Sau khi đồng tổ chức podcast đồng hành chính thức của BBC Sounds cho Người bình thường vào năm 2020, cô ấy tiếp tục làm việc với hai ngôi sao của nó, India Mullen (Peggy) và Éanna Hardwicke (Rob), trên Personal Space , một chương trình phát thanh cho RTÉ Radio 1 vào năm 2021.
Lynch hiện đang đồng tổ chức một podcast có tên Just Beings với nhà tâm lý học Tiến sĩ Melanie Joy.
Vào năm 2023, Lynch dự kiến sẽ lồng tiếng cho nhân vật chính trong bộ phim hoạt hình Being Betty Flood.

## Danh sách phim

### Điện ảnh
| Năm  | Tiêu đề                                       | Vai diễn          | Ghi chú |
| ---- | --------------------------------------------- | ----------------- | ------- |
| 2007 | Harry Potter and the Order of the Phoenix     | Luna Lovegood     |         |
| 2009 | Harry Potter and the Half-Blood Prince        | Luna Lovegood     |         |
| 2010 | Harry Potter and the Deathly Hallows – Part 1 | Luna Lovegood     |         |
| 2011 | Harry Potter and the Deathly Hallows – Part 2 | Luna Lovegood     |         |
| 2013 | GBF                                           | McKenzie Pryce    |         |
| 2015 | Addiction: A 60's Love Story                  | Theresa Bornstein |         |
| 2015 | My Name Is Emily                              | Emily             |         |
| 2019 | Madness in the Method                         | Abbie Fox         |         |

### Truyền hình
| Year | Title                                             | Role                                      | Notes                            |
| ---- | ------------------------------------------------- | ----------------------------------------- | -------------------------------- |
| 2012 | Sinbad                                            | Alehna                                    | Episode: "Land of the Dead"      |
| 2013 | Apex                                              | Regan                                     | Episode: "Pilot"                 |
| 2015 | Danny and the Hunan Zoo                           | Bridget Riordan                           | Television film                  |
| 2018 | Dancing with the Stars                            | Herself (contestant)                      | Third place                      |
| 2019 | Middle School Moguls                              | Academy Voice / Tablet / Lunchbox (voice) | Episode: "The Making of a Mogul" |
| 2020 | Rise of the Teenage Mutant Ninja Turtles          | Gentry (voice)                            | Episode: "Donnie vs. Witch Town" |
| 2021 | Silent Witness                                    | Paisley Robertson                         | 2 episodes                       |
| 2022 | Harry Potter 20th Anniversary: Return to Hogwarts | Chính mình                                | Television special               |

### Phim ngắn
| Năm  | Tiêu đề                            | Vai diễn    | Ghi chú                           |
| ---- | ---------------------------------- | ----------- | --------------------------------- |
| 2013 | It Don't Come Easy                 | Ella        |                                   |
| 2019 | Lucia Joyce: Full Capacity         | Lucia Joyce |                                   |
| 2020 | Europeans: Donnú Bréige (Fake Tan) | Róisín      |                                   |
| 2021 | Other Half                         | Icarus      | animated short                    |
| 2021 | You Eat Other Animals              | Alien Queen | Released for World Vegan Day 2021 |
| TBA  | Bus Girl                           | Beth        | Jessica Henwick's Phone Trilogy   |
| TBA  | Sandwich Man                       | Beth        | Jessica Henwick's Phone Trilogy   |
| TBA  | Untitled short film                | Beth        | Jessica Henwick's Phone Trilogy   |

### Video âm nhạc
| Năm  | Tiêu đề | Vai diễn      | Người trình bày |
| ---- | ------- | ------------- | --------------- |
| 2017 | DISARM  | Daisy Decibel | Bry             |

### Trò chơi điện tử
| Năm  | Game                                          | Vai                   |
| ---- | --------------------------------------------- | --------------------- |
| 2007 | Harry Potter and the Order of the Phoenix     | Luna Lovegood (voice) |
| 2009 | Harry Potter and the Half-Blood Prince        | Luna Lovegood (voice) |
| 2010 | Harry Potter and the Deathly Hallows – Part 1 | Luna Lovegood (voice) |
| 2011 | Harry Potter and the Deathly Hallows – Part 2 | Luna Lovegood (voice) |
| 2016 | Lego Dimensions                               | Luna Lovegood (voice) |

### Sân khấu
| Năm     | Tiêu đề                            | Vai diễn      | Đạo diễn           | Nhà sản xuất            | Sản xuất |
| ------- | ---------------------------------- | ------------- | ------------------ | ----------------------- | --- |
| 2012    | A Very Potter Senior Year          | Luna Lovegood | Matt and Nick Lang | StarKid Productions     | LeakyCon 2012 at Hilton Chicago and Chicago, Illinois |
| 2013    | Houdini                            | Bess Houdini  | Peter Snee         | Peter Snee              | Grand Theatre, Blackpool, Theatre Royal, Windsor, Stoke Repertory Theatre, Gaiety Theatre, Dublin and Swansea Grand Theatre                              |
| 2017/18 | Disco Pigs                         | Sinéad/"Runt" | John Haidar        | Tara Finney Productions | Trafalgar Studios, Whitehall, Trafalgar Square, City of Westminster, London (West End); Irish Repertory Theatre, Manhattan, New York City (Off-Broadway) |
| 2019    | The Omission of the Family Coleman | Gaby          | Laurence Boswell   | Ustinov Studio          | Theatre Royal, Bath, England (Off West End) |
| 2019    | Games for Lovers                   | Martha        | Anthony Banks      |                         | The Vaults Theatre, London |
| 2021    | Calico                             | Lucia Joyce   | Deirdre Mulrooney  | Deirdre Mulrooney       | Rehearsed reading produced via Zoom for Bloomsday 2021                                                                                                   |

### Vai trò khác
| Năm      | Tiêu đề                                     | Vai trò     | Ghi chú |
| -------- | ------------------------------------------- | ----------- | --- |
| 2010     | Foster                                      | Narrator    | novella by Claire Keegan, broadcast in 3 parts on BBC Radio 4                                                   |
| 2017–nay | The ChickPeeps                              | Co-Host     | Podcast with Tylor Starr, Robbie Jarvis, and Momoko Hill                                                        |
| 2019     | Dancing With Lucia                          | Lucia Joyce | Radio Documentary for RTÉ Lyric FM, directed by Deirdre Mulrooney                                               |
| 2020     | Keep Your Eyes on Me                        | Narrator    | Audiobook of the novel by Sam Blake                                                                             |
| 2020     | The Fountain of Fair Fortune                | Narrator    | Audiobook of The Tales of Beedle the Bard. Based on the story by J. K. Rowling                                  |
| 2020     | Obsessed with... Normal People              | Co-Host     | Official BBC Sounds companion podcast for the TV series Normal People                                           |
| 2021     | We'd Need to Manage It                      | Narrator    | Short story by Naoise Dolan, broadcast on BBC Radio 4                                                           |
| 2021     | The Opposite of Butterfly Hunting           | Narrator    | Audiobook of Lynch's own memoir                                                                                 |
| 2021     | Personal Space                              | Helen       | Lead role; Radio play by Máiread Kiernan, broadcast on RTÉ Radio 1                                              |
| 2021     | A Little Kinder                             | Co-Host     | Podcast with Daniella Monet                                                                                     |
| 2021     | Life Sentence                               | Eve         | Podcast; 1 Episode                                                                                              |
| 2022     | The No-Show                                 | Siobhan     | Audiobook of the novel by Beth O'Leary                                                                          |
| 2022     | Obsessed with... Conversations with Friends | Co-Host     | Official BBC Sounds companion podcast for the TV series Conversations with Friends; also broadcast on BBC Three |
| 2022–nay | Just Being                                  | Co-Host     | Podcast with Melanie Joy                                                                                        |

## Giải thưởng và đề cử
| Year | Work                                   | Award                       | Category                    | Result | Refs   |
| ---- | -------------------------------------- | --------------------------- | --------------------------- | ------ | ------ |
| 2009 | Harry Potter and the Half-Blood Prince | Young Artist Awards         | Best Supporting Actress     | Đề cử  |        |
| 2009 | Harry Potter and the Half-Blood Prince | Scream Awards               | Best Supporting Actress     | Đề cử  | [ 33 ] |
| 2016 | My Name Is Emily                       | Irish Film and Drama Awards | Actress in a Lead Role Film | Đề cử  | [ 57 ] |